# Švýcarské oranžové

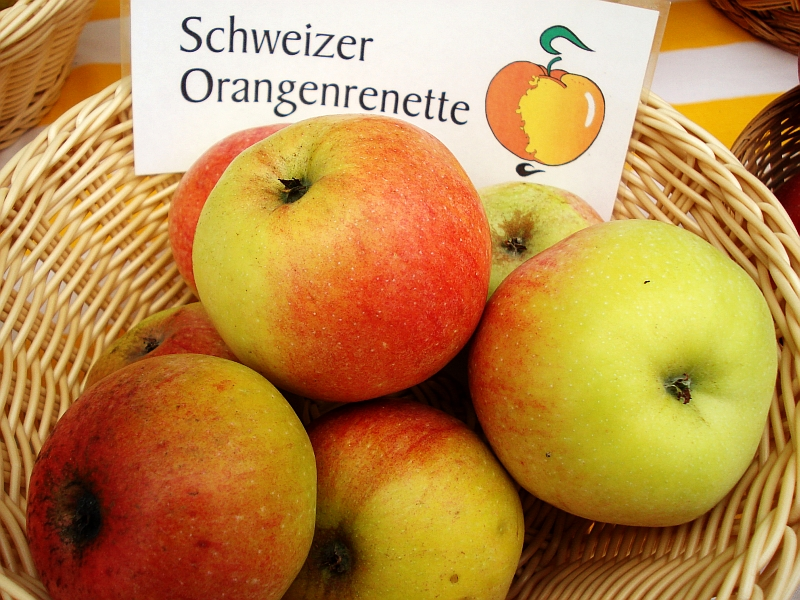

Švýcarské oranžové (Malus domestica 'Švýcarské oranžové') nebo též Švýcarské pomerančové je ovocný strom, kultivar druhu jabloň domácí z čeledi růžovitých. Plody jsou řazeny mezi odrůdy zimních jablek, sklízí se v říjnu, dozrává v listopadu, skladovatelné jsou do března, dubna.

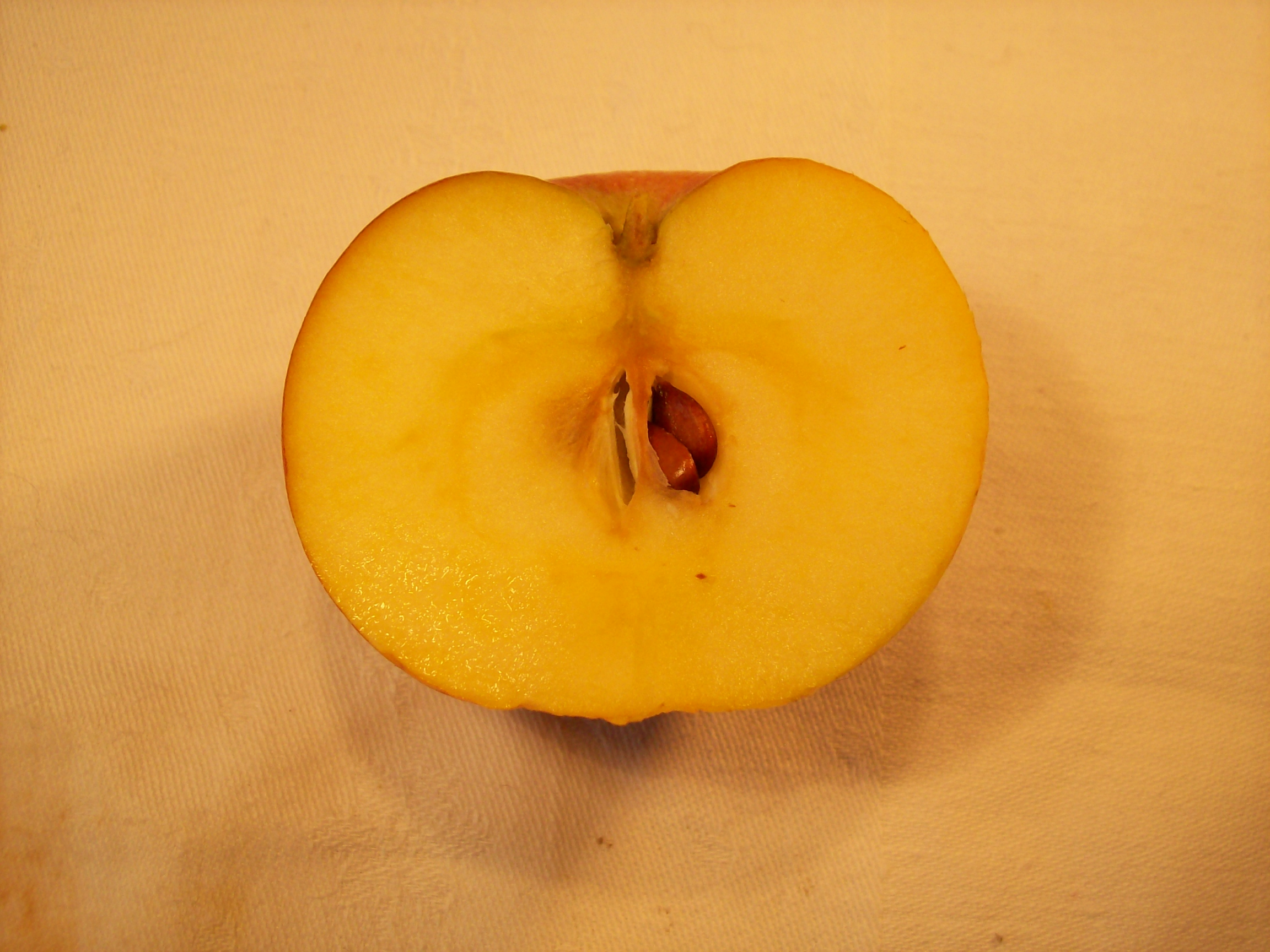

## Historie

### Původ
Byla vyšlechtěna ve Švýcarsku. Odrůda vznikla v roce 1935 ve Výzkumném ústavu ovocnářském ve Wädenswilu zkřížením odrůd 'Ontario' a 'Coxova reneta'.

## Vlastnosti
Cizosprašná, dobrý opylovač, opylovači Golden Delicious, 'Ontario' a 'Coxova reneta'

### Růst
Růst odrůdy je bujný později slabý. Habitus koruny, kulovitý. Řez je nezbytný, rychle stárne. Tvoří plodonosný obrost na krátkých letorostech. Je třeba probírky plůdků.

## Plodnost
Plodí záhy, bohatě a pravidelně. Podle některých zdrojů má sklon ke střídavé plodnosti.

## Plod
Plod je ploše kulovitý, střední. Slupka hladká, žlutozelené zbarvení je překryté oranžově červenou barvou. Dužnina je žlutá se sladce navinulou chutí, dobrá, nesmí se podtrhnout. Podle jiných zdrojů chuť jen průměrná.

## Choroby a škůdci
Odrůda je středně rezistentní proti strupovitosti jabloní a náchylná k padlí. Podle některých zdrojů může trpět hořkou pihovitostí a plody během skladování mohou vadnout.

## Použití
Je vhodná ke skladování a přímému konzumaci, ale špatně snáší přepravu. Odrůdu lze použít do středních a teplých poloh. Odrůda je středně odolná proti mrazu.